# 第1ヘリコプター団
第1ヘリコプター団（だいいちヘリコプターだん、JGSDF 1st Helicopter Brigade）は、陸上自衛隊木更津駐屯地（千葉県 木更津市）に団本部を置く陸上総隊隷下の航空科部隊である。

## 概要
第1輸送ヘリコプター群の4個飛行隊にCH-47J/JA輸送ヘリコプターを集中配備するほか、第102飛行隊にはUH-60JA多用途ヘリコプターを配備（編成時点で5機）しており、習志野駐屯地に駐屯する第1空挺団や特殊作戦群や、相浦駐屯地等に駐屯する水陸機動団等と密接に連携し、空中機動を行う部隊である。また、皇室、内閣総理大臣等の移動に使われるEC-225LPヘリコプターの運用を行う特別輸送ヘリコプター隊を隷下に置いている。第1ヘリコプター団長は陸将補が充てられ、木更津駐屯地司令を兼ねている。
2006年（平成18年）3月27日には、本州における連絡偵察機の集中運用を目的とした連絡偵察飛行隊が新編され、本部管理中隊および東北・東部・中部方面航空隊本部付隊所属のLR-1・LR-2が管理換えされた。
2020年（令和2年）3月26日には、ティルトローター機のV-22オスプレイ等を運用し、水陸機動団を支援することを目的とした輸送航空隊が新編された。木更津駐屯地へは暫定配備となり、今後、佐賀空港への本配備を予定しているほか、隷下1個CH-47J輸送ヘリコプター飛行隊が高遊原分屯地に駐屯する。
災害派遣においては「自衛隊の災害派遣に関する達」内の「陸上自衛隊災害派遣実施要領」により、「第1ヘリコプター団が所在する駐屯地の駐屯地司令の職にある部隊等の長は、陸上総隊司令官の承認を受け、第1ヘリコプター団の所要の部隊をその所在する警備区域以外の警備区域に派遣することができる」とされる。
制服左肩の部隊章（師団等標識）は上級部隊（大臣直轄・中央即応集団）だったが、2018年（平成30年）の陸上総隊に隷属替えと同時に第1ヘリコプター団独自の部隊章が設定された。
第1空挺団同様、「ヘリコプター団」は本団のみで、「第2――」「第3――」は存在しない。

## 沿革
第1ヘリコプター隊
- 1959年（昭和34年）
  - 3月20日：陸上自衛隊航空学校第1ヘリコプター隊として明野駐屯地において編成完結。
  - 3月31日：第1ヘリコプター隊が明野駐屯地から霞ヶ浦駐屯地に移駐完了。

第1ヘリコプター団
- 1968年（昭和43年）
  - 3月1日：第1ヘリコプター隊を基幹として第1ヘリコプター団を霞ヶ浦駐屯地に新編。

  1. 第1ヘリコプター隊を2個飛行隊編成に改編。
  2. 第2ヘリコプター隊（2個飛行隊編成）を新編。

  - 3月22日：第1ヘリコプター隊が霞ヶ浦駐屯地から木更津駐屯地に移駐。
  - 3月25日：第1ヘリコプター団本部が霞ヶ浦駐屯地から木更津駐屯地に移駐し、第1ヘリコプター団長が駐屯地司令に職務指定[7]。
  - 6月1日：第2ヘリコプター隊が霞ヶ浦駐屯地から木更津駐屯地に移駐。
- 1986年（昭和61年）12月19日：特別輸送飛行隊を木更津駐屯地に新編。
- 2006年（平成18年）3月27日：本部管理中隊飛行班を連絡偵察飛行隊に改編。
- 2007年（平成19年）3月28日：防衛大臣直轄から中央即応集団隷下に隷属替え。
- 2008年（平成20年）3月26日：部隊改編。

1. 第1ヘリコプター隊および第2ヘリコプター隊（木更津駐屯地）を廃止・改編し、第1輸送ヘリコプター群（第103～第106飛行隊の4個飛行隊基幹）を木更津駐屯地に新編。
2. 第102飛行隊を木更津駐屯地に新編。
3. 特別輸送飛行隊（木更津駐屯地）を廃止・改編し、特別輸送ヘリコプター隊を木更津駐屯地に新編。

- 2015年（平成27年）7月13日：陸上自衛隊航空学校宇都宮校からLR-2操縦課程が移管[8]。
- 2016年（平成28年）2月15日：連絡偵察飛行隊のLR-1がラストフライト。陸上自衛隊でのLR-1が運用終了[9]。
- 2018年（平成30年）3月27日：陸上総隊発足に伴い、中央即応集団隷下から陸上総隊隷下に隷属替え[10]。同時に制服左肩の部隊章（師団等標識）を団独自のものに変更[6]。
- 2020年（令和02年）
  - 3月26日：隷下に輸送航空隊を木更津駐屯地に新編[1][2][11][12][13]。

  1. 輸送航空隊本部、輸送航空隊本部中隊、第107飛行隊（V-22オスプレイ装備）、第108飛行隊（V-22オスプレイ装備）、第109飛行隊（CH-47を装備）および輸送航空野整備隊を新編[14]。
  2. 第109飛行隊および隊機能の一部を高遊原分屯地に配置。

  - 7月：V-22オスプレイの受領。
- 2025年（令和07年）
  - 7月9日：佐賀駐屯地開設に伴い、輸送飛行隊の移駐を開始[15][16]。
  - 8月12日：輸送航空隊の移駐が完了[15][17][18][19]。

## 部隊編成
特記なければ木更津駐屯地に駐屯
- 第1ヘリコプター団本部
- 本部管理中隊「ヘリ団-本」
- 第1輸送ヘリコプター群
  - 第1輸送ヘリコプター群本部
  - 第1輸送ヘリコプター群本部付隊
  - 第103飛行隊「103飛」：CH-47J/JA
  - 第104飛行隊「104飛」：CH-47J/JA
  - 第105飛行隊「105飛」：CH-47J/JA
  - 第106飛行隊「106飛」：CH-47J/JA
- 輸送航空隊（佐賀駐屯地）[1][2]
  - 輸送航空隊本部
  - 輸送航空隊本部中隊
  - 第107飛行隊「107飛」：V-22
  - 第108飛行隊「108飛」：V-22
  - 第109飛行隊「109飛」（高遊原分屯地）：CH-47J
  - 輸送航空野整備隊
- 特別輸送ヘリコプター隊「特ヘリ」：EC-225LPヘリコプター
- 連絡偵察飛行隊「連偵飛」：LR-2
- 第102飛行隊「102飛」：UH-60JA
- 第1ヘリコプター野整備隊

## 主要幹部
| 官職名                                  | 階級    | 氏名     | 補職発令日     | 前職                              |
| --------------------------------------- | ------- | -------- | -------------- | --------------------------------- |
| 第1ヘリコプター団長 兼 木更津駐屯地司令 | 陸将補  | 伊東佳哉 | 2024年12月20日 | 第4師団副師団長 兼 福岡駐屯地司令 |
| 副団長                                  | 1等陸佐 | 桑畑英紀 | 2024年03月18日 | 自衛隊山梨地方協力本部長          |
| 高級幕僚                                | 1等陸佐 | 小薗正文 | 2025年07月01日 | 陸上自衛隊中央業務支援隊付        |

| 代 | 氏名                 | 在職期間                                                    | 出身校・期              | 前職                                  | 後職                                     |
| -- | -------------------- | ----------------------------------------------------------- | ----------------------- | ------------------------------------- | ---------------------------------------- |
| 01 | 芝田武治             | 1959年03月20日 - 1962年07月31日 ※1959年08月01日 1等陸佐昇任 | 陸士45期                | 陸上自衛隊航空学校付                  | 中部方面航空隊長 兼 八尾分とん地司令     |
| 02 | 田中堯               | 1962年08月01日 - 1963年11月15日                             | 陸士46期・ 陸大59期     | 中部方面航空隊長 兼 八尾分とん地司令  | 陸上自衛隊航空学校長 兼 明野駐とん地司令 |
| -  | 内田精三 （2等陸佐） | 1963年11月16日 - 1964年03月15日 ※第1ヘリコプター隊長代理    | 陸士54期                | 本務：第1ヘリコプター隊副隊長         | 本務：第1ヘリコプター隊副隊長            |
| 03 | 馬場義弘             | 1964年03月16日 - 1967年07月16日 ※1966年01月01日 1等陸佐昇任 | 陸士53期                | 陸上自衛隊航空学校霞ヶ浦分校 教育課長 | 第1ヘリコプター隊付                      |
| 末 | 岩本直一 （陸将補）  | 1967年07月17日 - 1968年02月29日                             | 京都帝国大学 昭和16年卒 | 陸上幕僚監部総務課長                  | 第1ヘリコプター団長                      |

| 代 | 氏名       | 在職期間                        | 出身校・期              | 前職                                                    | 後職                                             |
| -- | ---------- | ------------------------------- | ----------------------- | ------------------------------------------------------- | ------------------------------------------------ |
| 01 | 岩本直一   | 1968年03月01日 - 1970年01月09日 | 京都帝国大学 昭和16年卒 | 第1ヘリコプター隊長                                     | 第10師団司令部付 →1970年3月16日 退職（陸将昇任） |
| 02 | 大塚正七郎 | 1970年01月10日 - 1972年03月15日 | 陸士52期                | 陸上自衛隊航空学校副校長                                | 陸上幕僚監部付 →1972年7月1日 退職                |
| 03 | 村岡英夫   | 1972年03月16日 - 1974年03月15日 | 陸士52期                | 陸上幕僚監部航空課長                                    | 陸上幕僚監部付 →1974年4月1日 退職                |
| 04 | 中村規之   | 1974年03月16日 - 1976年06月30日 | 陸士56期                | 陸上自衛隊航空学校副校長                                | 陸上自衛隊航空学校長 兼 明野駐とん地司令         |
| 05 | 能勢忠典   | 1976年07月01日 - 1978年01月31日 | 陸士57期                | 陸上幕僚監部航空課長                                    | 陸上自衛隊航空学校長 兼 明野駐とん地司令         |
| 06 | 加藤誠     | 1978年02月01日 - 1979年01月09日 | 陸航士58期              | 陸上幕僚監部航空課長 →1978年1月30日 第1ヘリコプター団付 | 陸上幕僚監部付 →1979年3月16日 退職               |
| 07 | 藤本松彦   | 1979年01月10日 - 1980年06月30日 | 陸航士59期              | 陸上自衛隊航空学校副校長                                | 第6師団長                                        |
| 08 | 中山公夫   | 1980年07月01日 - 1982年06月30日 | 陸士60期                | 西部方面航空隊長 兼 高遊原分とん地司令                  | 陸上自衛隊航空学校長 兼 明野駐屯地司令           |
| 09 | 田村祐茂   | 1982年07月01日 - 1984年03月15日 | 法政大学 昭和28年卒     | 北部方面航空隊長 兼 丘珠駐屯地司令                      | 陸上自衛隊航空学校長 兼 明野駐屯地司令           |
| 10 | 安藤克彦   | 1984年03月16日 - 1986年03月16日 | 中央大学 昭和31年卒     | 北部方面航空隊長 兼 丘珠駐屯地司令                      | 陸上自衛隊航空学校長 兼 明野駐屯地司令           |
| 11 | 磯江順巌   | 1986年03月17日 - 1988年03月16日 | 高知大学 昭和30年卒     | 北部方面航空隊長 兼 丘珠駐屯地司令                      | 退職                                             |
| 12 | 菱田楢樹   | 1988年03月16日 - 1990年03月15日 | 防大1期                 | 北部方面航空隊長 兼 丘珠駐屯地司令                      | 陸上幕僚監部付 →1990年4月1日 退職                |
| 13 | 白川靖夫   | 1990年03月16日 - 1992年03月15日 | 防大6期                 | 陸上自衛隊航空学校副校長                                | 陸上自衛隊航空学校長 兼 明野駐屯地司令           |
| 14 | 北郷誠     | 1992年03月16日 - 1994年03月22日 | 防大6期                 | 陸上自衛隊航空学校副校長                                | 陸上自衛隊航空学校長 兼 明野駐屯地司令           |
| 15 | 佐藤文彦   | 1994年03月23日 - 1996年06月30日 | 防大8期                 | 中部方面航空隊長 兼 八尾駐屯地司令                      | 第8師団副師団長 兼 北熊本駐屯地司令              |
| 16 | 吉田顯彦   | 1996年07月01日 - 1997年06月30日 | 防大10期                | 陸上自衛隊航空学校副校長                                | 陸上自衛隊航空学校長 兼 明野駐屯地司令           |
| 17 | 冨田稔     | 1997年07月01日 - 1999年07月08日 | 防大12期                | 陸上自衛隊航空学校副校長                                | 陸上自衛隊航空学校長 兼 明野駐屯地司令           |
| 18 | 山根峯治   | 1999年07月09日 - 2001年06月28日 | 防大14期                | 陸上自衛隊航空学校副校長                                | 陸上自衛隊航空学校長 兼 明野駐屯地司令           |
| 19 | 角裕行     | 2001年06月29日 - 2003年03月26日 | 防大16期                | 陸上自衛隊航空学校副校長                                | 陸上自衛隊航空学校長 兼 明野駐屯地司令           |
| 20 | 富本啓一   | 2003年03月27日 - 2005年02月27日 | 防大16期                | 自衛隊福岡地方連絡部長                                  | 陸上自衛隊航空学校長 兼 明野駐屯地司令           |
| 21 | 鎌田正広   | 2005年02月28日 - 2006年08月03日 | 防大21期                | 陸上幕僚監部人事部募集課長                              | 陸上自衛隊航空学校長 兼 明野駐屯地司令           |
| 22 | 福盛裕一   | 2006年08月04日 - 2009年07月20日 | 防大22期                | 陸上自衛隊航空学校副校長                                | 陸上自衛隊航空学校長 兼 明野駐屯地司令           |
| 23 | 金丸章彦   | 2009年07月21日 - 2011年04月26日 | 防大27期                | 陸上幕僚監部人事部厚生課長                              | 陸上自衛隊航空学校長 兼 明野駐屯地司令           |
| 24 | 清田安志   | 2011年04月27日 - 2012年07月25日 | 防大29期                | 陸上幕僚監部監理部総務課 庶務室長                       | 陸上幕僚監部監察官                               |
| 25 | 田中重伸   | 2012年07月26日 - 2014年08月04日 | 防大30期                | 統合幕僚監部防衛計画部計画課長                          | 東北方面総監部幕僚副長                           |
| 26 | 田尻祐介   | 2014年08月05日 - 2016年12月19日 | 防大32期                | 統合幕僚監部防衛計画部計画課長                          | 陸上自衛隊航空学校長 兼 明野駐屯地司令           |
| 27 | 服部正     | 2016年12月20日 - 2018年03月26日 | 防大29期                | 陸上自衛隊航空学校副校長                                | 陸上自衛隊航空学校長 兼 明野駐屯地司令           |
| 28 | 酒井秀典   | 2018年03月27日 - 2020年03月17日 | 防大33期                | 陸上自衛隊航空学校副校長                                | 第11旅団長                                       |
| 29 | 更谷光二   | 2020年03月18日 - 2022年12月22日 | 防大33期                | 東北方面総監部幕僚副長                                  | 陸上自衛隊航空学校長 兼 明野駐屯地司令           |
| 30 | 廣瀬敏彦   | 2022年12月23日 - 2024年12月19日 | 防大36期                | 北部方面総監部幕僚副長                                  | 陸上自衛隊航空学校長 兼 明野駐屯地司令           |
| 31 | 伊東佳哉   | 2024年12月20日 -                | 防大38期                | 第4師団副師団長 兼 福岡駐屯地司令                       |                                                  |

## 主要装備品
- CH-47J/JA
- UH-60JA
- EC-225LPヘリコプター
- LR-2
- V-22

## 廃止（改編）部隊
- 1968年（昭和43年）2月29日廃止。
  - 第1ヘリコプター隊：第1ヘリコプター団に改編。
- 2006年（平成18年）3月26日廃止。
  - 本部管理中隊飛行班：連絡偵察飛行隊に改編。

- 2008年（平成20年）3月25日廃止。
  - 第1ヘリコプター隊および第2ヘリコプター隊（各2個飛行隊）：第1輸送ヘリコプター群（4個飛行隊）に改編。
  - 特別輸送飛行隊：特別輸送ヘリコプター隊に改編。